# 서울 용산신학교
서울 용산신학교(서울 龍山神學校)은 대한민국 서울특별시 용산구 원효로에 있는 조선시대의 건축물이다. 1977년 11월 22일 대한민국의 사적 제255호 용산신학교와원효로성당로 지정되었다가, 2012년 6월 20일 문화재의 역사성과 특성을 고려하여 사적 제255호를 해제하고 '서울 용산신학교'를 대한민국의 사적 제520호로 재지정되었다.

## 개요
용산신학교는 1892년에 세워졌으며, 프랑스인 코스트 신부가 설계·감독 했다.
용산신학교는 반지하 1층·지상 2층의 벽돌건물로서 한국 최초의 신학교 건물이며, 중앙에 현관과 지하층 출입구를 두고 좌우에 1층 현관에 이르는 계단을 설치했다. 오늘날의 용산신학교는 학교가 혜화동으로 이전하여 성모병원분원으로 사용하다가, 성심회에서 수녀원으로 사용하고 있다. 본래의 건물 일부에 증축이 이루어졌으나 대부분 본래의 모습을 가지고 있다.
용산신학교는 현존하는 한국 최초의 신학교건물로서, 매우 중요한 건축사적 의의를 갖는다.

## 같이 보기
- 파리 외방전교회
- 서울 원효로 예수성심성당 - 사적 제521호
- 용산신학교와 원효로성당

## 참고 자료
- 서울 용산신학교 - 국가유산청 국가유산포털